# Josep Olives i Puig
Josep Olives i Puig   (Barcelona, 12 de gener de 1943 - Menorca, 17 de juny de 2025) va ser un filòsof i humanista català.
Va estudiar filosofia i lletres a la Universitat de Barcelona, va fer estudis de sociologia i urbanisme a l’École Pratique des Hautes Études de París, i el 1974 es va doctorar en filosofia i lletres a la Universitat de Barcelona. Va ser professor de la Universitat Ramon Llull, la Universitat Pompeu Fabra i la Universitat Internacional de Catalunya. Va tenir un paper determinant en la creació i consolidació de la facultat d'Humanitats de la UIC, de la qual fou degà des de la seva fundació el 1997 fins al 2011. Va estudiar la teoria sociopolítica fonamental basada en el pensament humanista, polític i cosmològic antic. Ja jubilat, va col·laborar en projectes universitaris de la Fundació Layret i de la Universitat Europea d'Andorra i va promoure cicles d'humanitats tant en llibreries com en espais com l'Espai Tarambana de Barcelona o Sa Catòlica de Maó. Va publicar La ciudad cautiva: ensayos de teoría sociopolítica fundamental (2006), centrat en l'urbanisme com a punt de partida per pensar el territori i els ciutadans.